# 箭毒

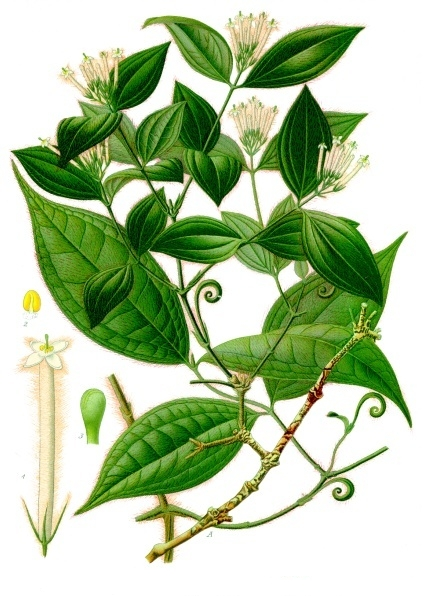
马钱子（Strychnos toxifera），Koehler画于1887年

箭毒（Curare，/kjuːˈrɑːriː/），一种生物碱类骨骼肌松弛药。来源于植物，现代医学中用作全身麻醉的辅助用药，常与环丙烷合用，尤其常用于腹部手术。属于神经肌肉阻断药，注射后在神经末梢与乙酰胆碱竞争，阻断来自骨骼肌的神经冲动，使骨骼肌松弛无力。首先对脚趾、耳部及眼部肌肉发生作用，次及颈部、背部及四肢肌肉，最后影响呼吸肌。大剂量时因麻痹呼吸而致死。其粗制品即称“箭毒”，南美印第安人以此涂抹在箭头或飞镖上用于狩猎。它曾被世界各地狩猎采集阶段的人使用，各种各样的箭毒主要来自南美洲，箭毒蛙的皮肤分泌物和箭毒马鞍子是著名的箭毒，南美洲原住民用“ampi”一词作为他们所用的一系列植物萃取的箭毒的总称。现在在南美洲，非洲和亚洲还有人在使用它。

## 歷史演進
箭毒本品来源于数种美洲热带植物（防己科的Chondodendron属及马钱科马钱子属）。粗制箭毒为树脂状团块，暗棕色至黑色，粘稠或坚硬，有柏油似的气味。curare一词源出印第安语woorari，woorali或urari，意为“毒物”.。箭毒制品依所用容器分为3类。
三个主要类型的箭毒是: 
- 筒箭毒 (也称为管或竹箭毒，因为装在空心竹管；主要毒素是D-筒箭毒(D-tubocurarine)). 这是一个单季生物碱,异喹啉衍生物。
- 葫芦箭毒("gourd curare"，由older British分类，装在空心葫芦;主要毒素是氯化双烯两毒马钱碱（alloferine）和毒马钱碱（toxiferine）)
- 壶箭毒(装在赤陶壶里; 主要毒素是protocurarine, protocurine和protocuridine).

以上制品中均含药理作用相似的数种生物碱：最主要的是筒箭毒碱，1897年由筒箭毒中提出，1935年得出其结晶体。氯化筒箭毒碱（右旋体）从南美藤本植物（Chondodendron tomentosum）的树皮及根茎中分离出，是药用的纯品。在麻醉操作中，注射箭毒生物碱后，以最小量麻醉药即能产生手术所需要的肌肉充分松弛，仅脊椎麻醉可与相比。因此麻醉后苏醒较快，术后肺炎及其他并发症的发病率大为减少。箭毒又可用于弛张喉或各种中空器官（如直肠、尿道等）以便检查，又可缓解关节等处的推拿疗法等。因为本品有迅速的可逆作用，故可用于重症肌无力的诊断。亦可用于缓解痉挛性麻痹；休克疗法中用为辅助用药，以减少椎骨骨折的发生率；又用于需要肌肉充分松弛，甚至使之完全不能活动的情况。
希腊神话故事中，赫拉克勒斯用涂了九头蛇之血的箭射杀企图拐走其妻的半人马涅索斯。荷马史诗《奥德赛》中英雄奥德修斯用铁筷子属植物涂抹箭头。史诗《伊里亚特》中，特洛伊战争的交战双方均有使用毒箭和毒长矛的记录。
历史上，高卢人，古罗马人，斯基泰人都曾使用毒箭。古希腊罗马的历史学家记录了毒箭的配方和参与过的战争。亚历山大大帝征服印度是遭遇毒矢（可能是过蝰蛇的毒液）。
美国原住民也有使用毒箭进行狩猎和战争的记录。

## 可以提取箭毒的植物
- 南美箭毒树（Strychnos toxifera）
- 南美防己（Chondrodendron tomentosum）

## 箭毒中毒的诊断
箭毒中毒显示身体麻痹包括停止呼吸，但不直接影响心脏。
傳統上治備好的箭毒是一種又黑又重具有黏稠度的膠狀物，並帶有非常苦的味道。